# Calcinha Preta Volume 8
1. REDIRECT Discografia de Calcinha Preta#Volume 7 - Seu Coração Vai Aprender o Que é Paixão